# Кергуди
Кергу́ди (рос. Кергуды, ерз. Кургундвеле) — присілок у складі Ічалківського району Мордовії, Росія. Входить до складу Кемлянського сільського поселення.

## Населення
Населення — 397 осіб (2010; 367 у 2002).
Національний склад (станом на 2002 рік):
- росіяни — 87 %